# Benedikt Schack
Pour les articles homonymes, voir Schack.
Répertoire
- Tamino dans La Flûte enchantée

Benedikt Schack (ou Zak ou Ziak ou Cziak) est un compositeur, ténor et instrumentiste autrichien, né à Mirotice baptisé le 7 février 1758 et mort à Munich en 10 décembre 1826.
Il est connu pour avoir été le premier interprète du rôle de Tamino dans La Flûte enchantée, le dernier opéra de Wolfgang Amadeus Mozart (1791) et l'un de ses plus proches amis. 

## Biographie
Benedikt Schack possédait une voix de ténor. 
Son père, instituteur, lui a donné les premières leçons de musique. Benedikt Schack a poursuivi sa formation à Staré Sedlo et Svatá Hora, puis à la cathédrale de Prague, où il était choriste. Il part ensuite à Vienne travailler avec Karl Frieberth. Il étudie également la médecine et la philosophie.
Il devient Kapellmeister du prince Heinrich von Schönaich-Carolath en Silésie en 1780.
Il était membre de la troupe du Theater auf der Wieden, un théâtre situé dans les faubourgs de Vienne dirigé par Emanuel Schikaneder. 
En tant que compositeur, il écrivit plusieurs opéras pour ce théâtre, en particulier Der Stein der Weisentrad (de) (1790) en collaboration avec Franz Xaver Gerl, Johann Baptist Henneberg (de), Emanuel Schikaneder et Mozart lui-même.
Mozart a écrit  huit variations pour piano K. 613 sur le thème de l'un de ces opéras Der Dumme Gärtner (1789) : « Ein Weib ist das herrlichste Ding ». 
Il a encouragé Schack à la composition en lui donnant à étudier des compositions de Johann Sebastian Bach et de Georg Friedrich Haendel et il aurait pris part lui-même à ses productions. 
Schack tient le rôle de Tamino dans la Flûte enchantée de Mozart en 1791 et il est probable qu'il a joué lui-même de la flûte sur la scène comme son personnage. Son épouse Elisabeth Weinhold interprète le rôle de la troisième dame de la Reine de la Nuit.
Lors de la dernière répétition du Requiem, au matin de la mort de Mozart, Schack chante avec lui la partie de soprano.
Après un séjour à Graz (1793-1796), Benedikt Schack entre au Hoftheater de Munich. Ayant perdu sa voix, il est pensionné en 1814.
En 1826, Constanze Weber, la veuve de Mozart, écrit à Schack qu'elle ne connaît personne "qui ait autant vécu avec lui et dans une telle relation de confiance, personne qui l'ait mieux connu ou à qui il se soit plus confié".